# 25358 Boskovice
25358 Boskovice è un asteroide della fascia principale. Scoperto nel 1999, presenta un'orbita caratterizzata da un semiasse maggiore pari a 2,3305975 UA e da un'eccentricità di 0,1519873, inclinata di 3,61925° rispetto all'eclittica.